# I'll Cast a Shadow
I'll Cast a Shadow è un singolo del gruppo musicale statunitense Pantera, il terzo estratto dal nono album in studio Reinventing the Steel del 2000. 
Si tratta dell'ultima pubblicazione del gruppo prima del suo scioglimento, avvenuto nel 2003.